# Beverbach (Wurm)
Der Beverbach ist ein ca. 9 km langer, rechter Nebenzufluss der Wurm im Aachener Hügelland in Nordrhein-Westfalen. Seine Quellgebiete liegen im von zahlreichen Bachläufen durchzogenen Aachener Wald links und rechts der Monschauer Straße. Er fließt dann nordwärts, bis er schließlich an der Brabantstraße/Luisenstraße unterirdisch in die Wurm mündet. Das Gesamteinzugsgebiet des Beverbachs ist über 12 km² groß. Die Pflege und Unterhaltung des Gewässers obliegt dem Wasserverband Eifel-Rur (WVER).

## Geographischer Verlauf

### Oberlauf – Zwei Haupt-Quellbäche
Eine Besonderheit des Beverbachs bilden seine zwei Haupt-Quellbäche am Augustinerweg im Aachener Wald, welche wahrscheinlich dem Bach den Namen gegeben haben. Dieser leitet sich möglich von der römischen Bezeichnung bi-werra ab, was „zwei Wasser“ bedeutet. Andere Etymologen deuten den Namen Beverbach als einen Wasserlauf, an dem Biber lebten. Diese beiden Haupt-Quellbäche entspringen links und rechts der Monschauer Straße. Der eine entspringt in den Gärten hinter den Häusern am Augustiner Weg, in der Nähe des Forsthauses Grüne Eiche, der andere sickert aus den Wiesen des Augustinerwalds östlich der Monschauer Straße und bildet einen schlammigen Quellteich, der zeitweise als Viehtränke dient.

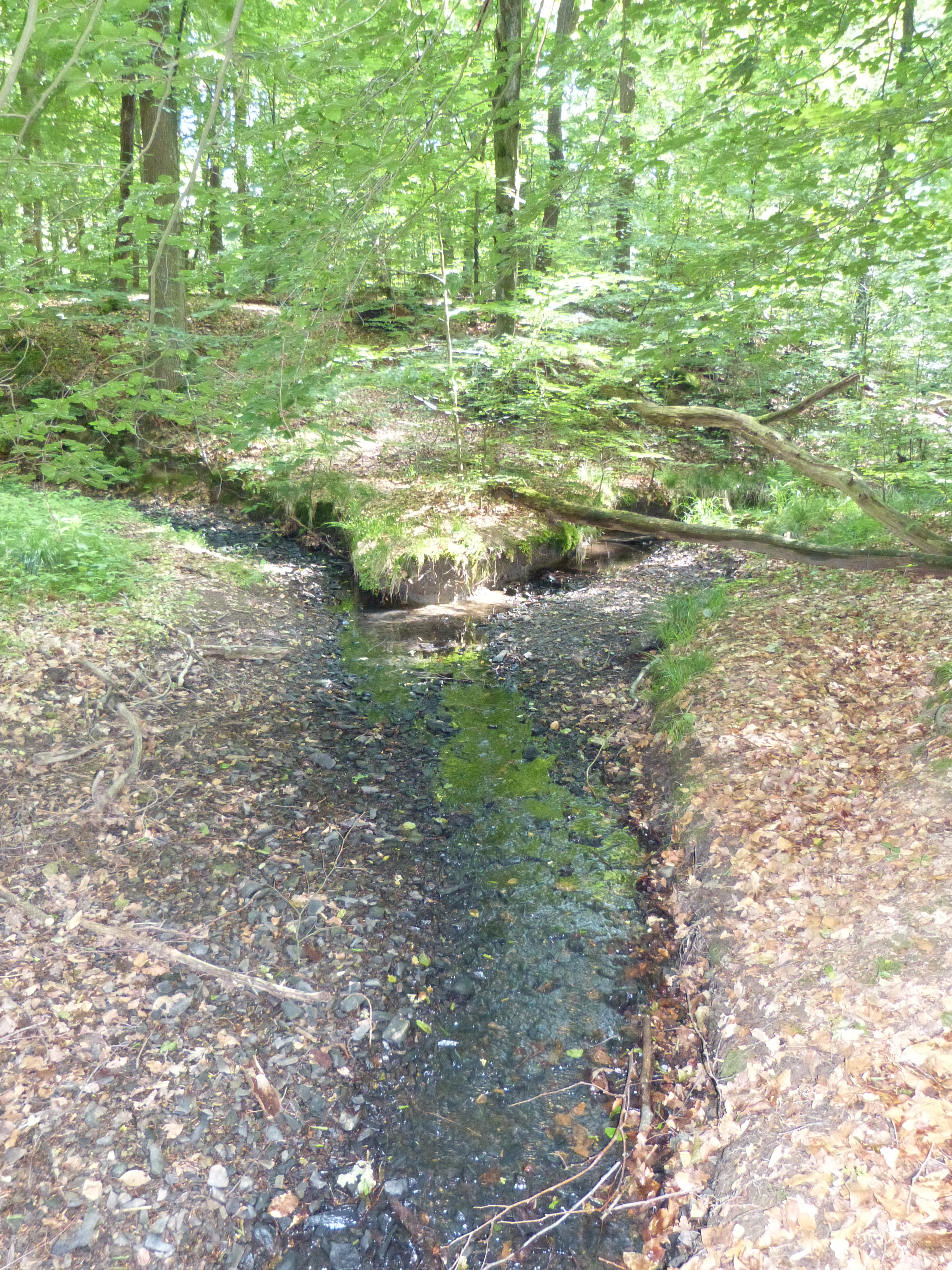
Vereinigung der zwei Haupt-Quellbäche des Beverbachs (Wurm) im Aachener Wald, Dornbruchweg/Büfferweg

In der Nähe der Gabelung Dornbruchweg/Büfferweg vereinigen sich beide Haupt-Quellbäche, nehmen nach ca. 500 m den Vorfluter Hitfeld rechts auf, und der Beverbach mäandriert ungezähmt, naturnah durch den Aachener Wald in nördlicher Richtung. Südlich vom Forsthaus Schöntal unterquert der Bach den Kornelimünsterweg und fließt zwischen dem Nellessenpark und dem Friedhof Lintert in Richtung Eselsweg. Von seinen beiden Quellen bis zum Eselsweg gehört der Beverbach zu den gesetzlich geschützten Biotopen gemäß § 62 des Landschaftsgesetzes (LG) NRW.

### Mittellauf
Kurz vor Erreichen des Eselswegs nimmt der Beverbach den Hitfelderbach auf, der rechts einmündet. Hier wurde die Wasserkraft des Beverbachs erstmals durch eine Wassermühle genutzt, die Mühle in den Heidbenden. Jenseits des Eselswegs fließt von links der Vorfluter Waldfriedhof hinzu; dieser – zeitweise teilweise unterhalb des Gewässerbettes verlaufende – Bach, der im Waldfriedhof entspringt, wird östlich des Kasernengeländes von einer Quellrinne links gespeist, während ein weiteres namenloses Bächlein aus dem Waldgebiet südlich des Eselswegs kurz vor Erreichen des Beverbachs von rechts hinzukommt. Unmittelbar vor dem Zufluss des Vorfluters Waldfriedhof stürzt der Beverbach einen künstlichen, mehrere Meter hohen Wasserfall hinab. Dieser ist allerdings für die Öffentlichkeit nicht zugänglich.

#### DieBeverau

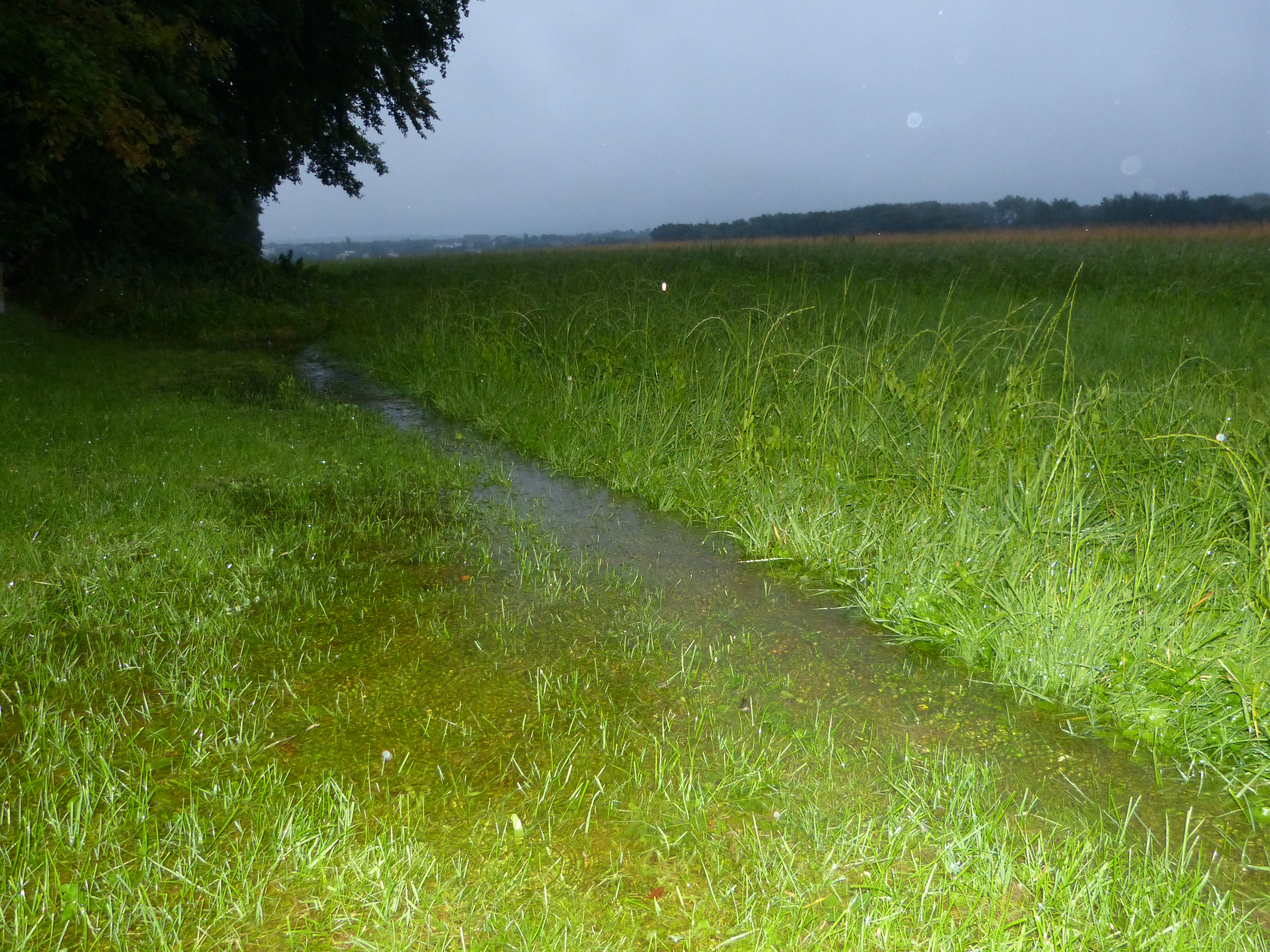
Quellwiesen der „Bever-Aue“ im Landschaftsschutzgebiet Aachen-Beverau

Der Stadtteil 41 des Stadtbezirkes Aachen-Mitte, Beverau, verdankt seinen Namen der Aue am Beverbach. Dieses – zu beiden Seiten des Eselswegs gelegene – Wiesengelände zwischen Adenauerallee, Lintertstraße, Nellessenpark, der Dr.-Leo-Löwenstein-Kaserne am Kornelimünsterweg und dem Wohngebiet „Auf Vogelsang“ wurde bereits 1965 als Landschaftsschutzgebiet (LSG) festgesetzt.
Eine erneute Ausweisung des Landschaftsschutzgebietes Aachen-Beverau erfolgte in den 1980er Jahren, und zwar zur Erhaltung und Wiederherstellung der Leistungsfähigkeit des Naturhaushalts und der Nutzungsfähigkeit der Naturgüter, zum ökologischen Ausgleich in einem Siedlungszentrum sowie wegen der Vielfalt, Eigenart oder Schönheit des Landschaftsbildes und wegen der besonderen Bedeutung für die Erholung insbesondere zur Sicherung von Freiflächen im Stadtgebiet. Im neuen Landschaftsplan soll das Beverbachtal sogar ein Naturschutzgebiet (höchste Schutzform) werden. Die Fläche nördlich des Eselswegs ist – mit Ausnahme eines Bereiches im Nellessenpark in der Nähe des Vorfluters Waldfriedhof – in das Biotopkataster aufgenommen worden. Es handelt sich um die Biotopkatasterfläche „Beverbachtal bei Beverau“.
Das Feuchtgebiet Bever-Aue zählt zu den Einzugsgebieten des Beverbaches, wobei es sich um Schichtquellen handelt: die Quellwässer laufen aus den Wiesen heraus. Topographisch ist die Grünlandfläche durch eine senkrecht zum Eselsweg verlaufende feuchte Senke mit vermutlich periodischer Wasserführung geprägt; in diesem Beverbachzufluss befinden sich südlich des Eselswegs Altablagerungen aus der Nachkriegszeit, die einen Altlastenverdacht begründen. Kurz vor der Unterquerung der Adenauerallee nimmt der Beverbach ein von links zufließendes verrohrtes Bächlein auf. Dieser unterirdische, am Eselsweg beginnende Wasserlauf wird Vorfluter Eselsweg genannt. Es handelt sich hierbei im Gegensatz etwa zum Vorfluter Waldfriedhof allerdings nicht um ein in der Gewässerstationierungskarte eingetragenes Gewässer.

### Unterlauf

#### Unterirdische Weiterleitung

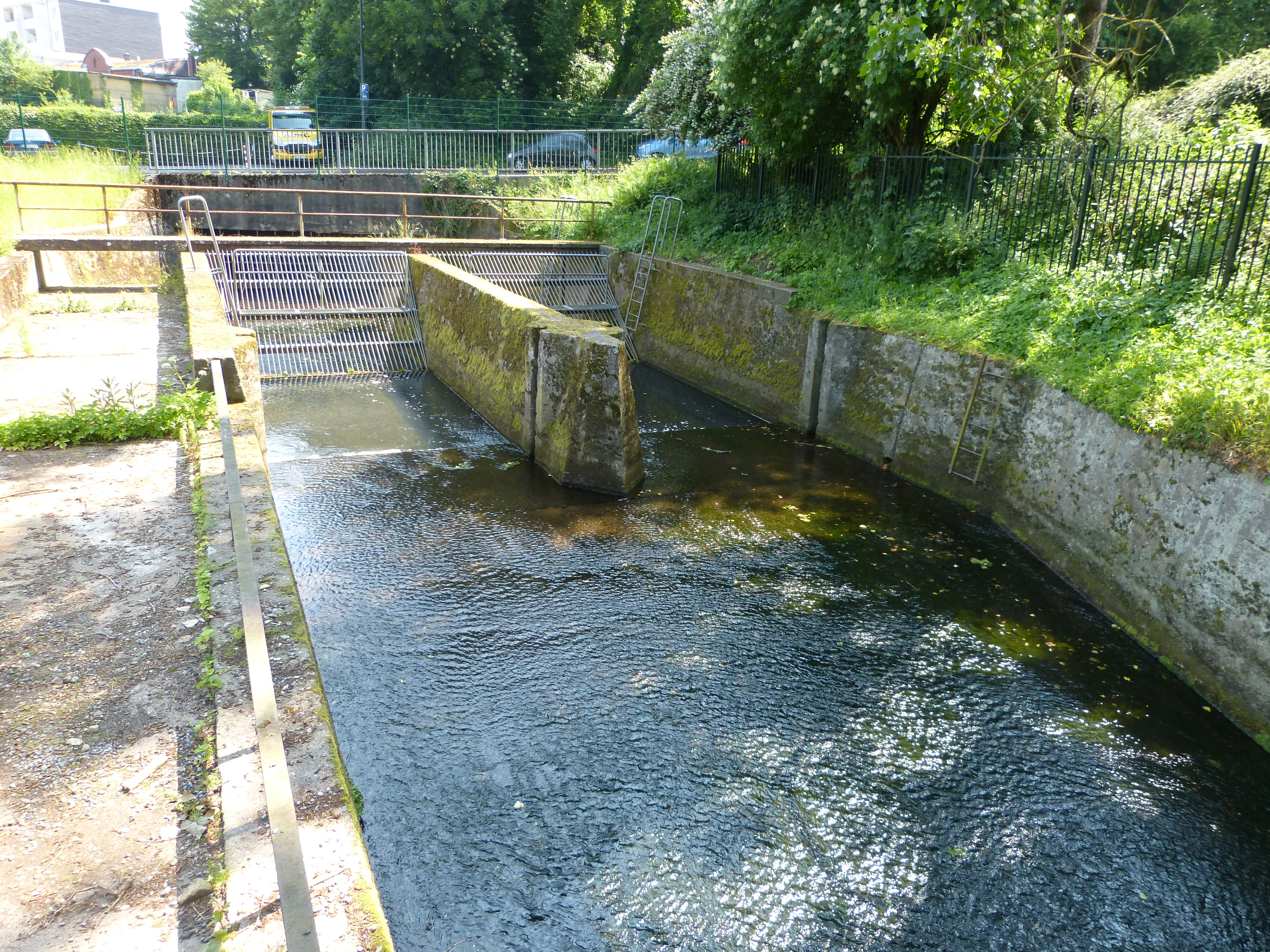
Obere Drimbornstraße 8–12 – Der „Untergang“ des Beverbachs – Verrohrung

Bei Gut Schönthal quert der Beverbach die Adenauerallee und durchfließt das Drimborner Wäldchen, das heute den Aachener Tierpark Euregiozoo beherbergt. Auf dem Gelände des Tierparks speist der Beverbach heute ein Staubecken, das zahlreichen Wasservögeln als Aufenthaltsort dient. Hier unterhält der Wasserverband Eifel-Rur (WVER) ein Hochwasserrückhaltebecken.
Kurz bevor der Beverbach das Stadtgebiet am Viadukt über die Drimbornstraße erreicht, geht der Bach unter die Erde (Untergang des Beverbachs). An dem Bahndamm neben der Drimbornstraße verschwindet er im Untergrund und fließt verrohrt weiter durch die Innenstadt. Ab der Beverstraße verläuft er durch die Bismarckstraße, biegt links in die Oppenhoffallee ab, fließt durch die Kurfürstenstraße, dann durch die Oranien-, Sophien- und Luisenstraße und mündet an der Brabantstraße unterirdisch in die Wurm.
Ab 1875 wurden die Aachener Bäche in Rohre verlegt, da starke Wasser-Verschmutzungen seit Beginn der Industrialisierung wiederholt zum Ausbruch von Seuchen wie Cholera oder Typhus geführt hatten. So fließen ebenfalls unterirdisch Pau, Paunelle und Johannisbach am Rehmplatz in die Wurm; sie kommen verrohrt durch Promenadenstraße und Maxstraße aus der Innenstadt.

#### Wiederaustritt an die Oberfläche
Außerhalb des Alleenrings vereinigen sich die Wasserläufe Pau, Paunelle, Johannisbach und Beverbach in der Wurm. Am Europaplatz kommt schließlich die Wurm mit diesen aufgenommenen Gewässern, darunter der Beverbach, wieder an die Erdoberfläche.

## Stadtgeschichtliche Bedeutung des Beverbachs als Grenz-Gewässer
In der lateinischen Landschenkungsurkunde Heinrichs II. an die freie Reichsabtei Burtscheid vom 21. Januar 1018 wird der Beverbach als östliches Grenz-Gewässer erwähnt:

“et sic in aquam, que nominatur Bievra”

„und dann bis zu einem Wasserlauf, der Bever genannt wird“

Hier der betreffende Passus aus der Schenkungsurkunde in deutscher Übersetzung:

„Um die Mönchszucht ganz besonders hochzuhalten, schenken wir den Mönchen des Klosters Burtscheid, die nach den Regeln des hl. Benedikt leben, das nachstehend namentlich umschriebene Neubruchland bis zu einem Fluss, der Wurm heißt, … und dann bis zu einem Wasserlauf, der BEVER genannt wird, … mit allem Zubehör, bebautem und unbebautem Land, Wiesen, Weiden, Gewässern, Mühlen, Fischereien, Wäldern, Wegen und zwar in dem Sinne, dass der Abt des genannten Klosters und seine Nachfolger freie Gewalt darüber haben sollen.“

Diese Funktion als Grenz-Gewässer zwischen der freien Reichsabtei Burtscheid und Herrschaft Schönforst besaß der Beverbach bis zur Franzosenzeit (1802) und danach bis zu den Eingemeindungen nach Aachen zwischen den Bürgermeistereien Aachen und Forst (1897/1906).
Ein jenseits des Beverbaches gelegenes Landstück hat heute noch die Flurbezeichnung „Grafenhau“, was an die Rodungen der Grafen von Jülich in dem ehemals jülichschen Ländchen Schönforst erinnert.

## Wirtschaftsgeschichtliche Relevanz des Beverbachs
Die Stadt Aachen liegt zwar nicht an einem Fluss, ist aber dennoch eine Stadt des Wassers, eine Stadt der Bäche. Aachen verdankt geschichtlich den wirtschaftlichen Aufschwung den vielen Aachener Bächen. Sie entspringen am Rand des Aachener Talkessels, den die Bäche, Zuflüsse der Wurm, im Laufe der Erdgeschichte durch Erosion selbst geschaffen haben und erhalten. Heutzutage entwässern sie den Aachener Talkessel über die Wurm als Vorfluter zur Rur.
Wie die Geschichte der Tuchindustrie in Aachen belegt, nutzten zur Blütezeit der Tuchindustrie rund 250 Tuchfabriken, Spinnereien und Färbereien die Wasserkraft der Aachener Bäche. Zahlreiche Wassermühlen verdankten bis Anfang des 20. Jahrhunderts der Wasserkraft des Beverbachs die Energie zum Antrieb von Spinnereien, zum Walken, zum Hämmern und zum Mahlen. So erinnert zum Beispiel der Straßenname Buschmühle an den ehemaligen Standort einer Kupfermühle, die Mühle von Schönthal. Am Drimborner Wäldchen gab es die Grüntalsmühle, und unterhalb des heutigen Tierparks, am Krautmühlenweg 8, die Krautmühle. In der Nähe des Bahnhofs Rothe Erde lag die Bevermühle. Von dort floss der Beverbach den Kirberichshofer Mühlen zu und versorgte die Tuchfabrik Aachen vormals Süskind & Sternau AG. Kurz vor der Einmündung des Beverbachs in die Wurm (Rur) wurden die Obere und Untere Papiermühle durch die Hydroenergie des Baches angetrieben (Nähe Luisenstraße 41). Die Untere Papiermühle, Augustastraße 78–80, war Standort der Tuchfabrik Pastor/Neuwerk. Auf der gegenüber liegenden Straßenseite befand sich die Walkmühle.

„Der Niedergang der wassergetriebenen Anlagen begann mit der Einführung der Dampfmaschine, die in die bisherige Domäne der naturkraftgetriebenen Mühlenwerke einbrach. … Mit dem Beginn der Industrialisierung wurde das Ende der Mühlenanlagen eingeläutet, das in das Mühlensterben des 20. Jh mündete.“

## Ökologische Bedeutung

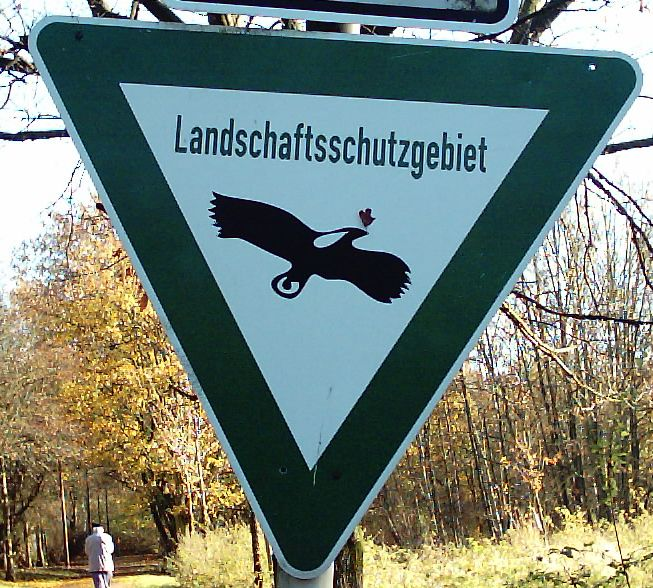
LSG-Adler signalisiert in NRW Landschaftsschutzgebiete

### Mesoklimatische Funktion des LSG Aachen-Beverau
Das Einzugsgebiet des Beverbachs, das sich zwischen dem Nellessenpark, der Dr. Leo Löwenstein-Kaserne am Kornelimünsterweg, dem Wohngebiet „Auf Vogelsang“, der Adenauerallee und der Lintertstraße befindet, leistet auch einen wichtigen Beitrag zur Verbesserung des lokalen Stadtklimas und zur Reduzierung der klimaökologischen Belastungen. Nach dem Gesamtstädtischen Klimagutachten aus dem Jahre 2000 handelt es sich nämlich um ein besonders bedeutsames Kaltluftentstehungsgebiet. Auf dieser großen Freifläche des LSG Aachen-Beverau am Eselsweg bildet sich nachts bodennahe Kaltluft. Dieser Prozess wird durch die Feuchtigkeit des großen Wiesengebietes begünstigt. Dieses bildet zugleich eine Kaltluftabflusszone, weil die dort entstehende frische Kaltluft infolge der gegebenen Hangneigung von mehr als 1 bis 2 Grad (ca. 1 bis 3 m Gefälle auf 100 m) in relevantem Umfang bei wenig Bewölkung und Grund-Strömungen in der untersten Atmosphärenschicht in den Talkessel hinunterfließen kann. So gelangt die in der Bever-Aue produzierte Frischluft zum einen über das Beverbachtal und die Erzbergerallee ins Frankenberger Viertel, und aufgrund der Innenstadtnähe und Flächengröße hat die Bever-Aue einen besonderen Anteil an der gesamten Kaltluftproduktion dieses Tals. Zum anderen erfolgen Kaltluftströme aus dem Wiesengebiet südlich bzw. südwestlich des Eselswegs unmittelbar in die Wohngebiete am südlichen Rand des Burtscheider Kernbereichs (Beverau bzw. sog. Belgier Viertel) und von dort weiter ins Frankenberger Viertel und ins Kurviertel. Dies belegen die Kaltluftströmungen in der Karte „Lokale Kaltluft im Aachener Talkessel“, welche die RWTH Aachen im Auftrag der Stadt Aachen unter Verwendung des Kaltluftmodells KLAM_21 zur Ergänzung des Klimafolgenanpassungskonzeptes entwickelt und die dem Umweltausschuss im Sommer 2016 vorgelegt worden ist.
Derartige Kaltluftströme stellen bei klimatisch-lufthygienisch problematischen Wetterlagen oftmals die einzige Möglichkeit dar, Frischluft in die Innenstadt zu transportieren. Je länger eine Hochdruckwetterlage dauert und die damit einhergehende Inversionsbildung sich verstärkt, desto bedeutender wird der Kaltlufteinfluss für den städtischen Luftaustausch. Die Kaltluft kann zwar meist die belastete Stadtluft nicht völlig verdrängen, sie ermöglicht jedoch einen Durchmischungseffekt und verringert so die sommerliche Wärme und auch die Luftschadstoffbelastung. Angesichts dieser Effekte zugunsten einer wirksamen Frischluftversorgung und des enormen Grünflächendefizits in Aachen fordert das Umweltamt den Erhalt und/oder die Erweiterung insbesondere der großen offenen Grünflächen.

### Hochwasserschutz
Die unversiegelten Freiflächen im LSG Aachen-Beverau tragen zum Hochwasserschutz im regenreichen Aachener Raum bei.

### Naturschutz, Artenschutz

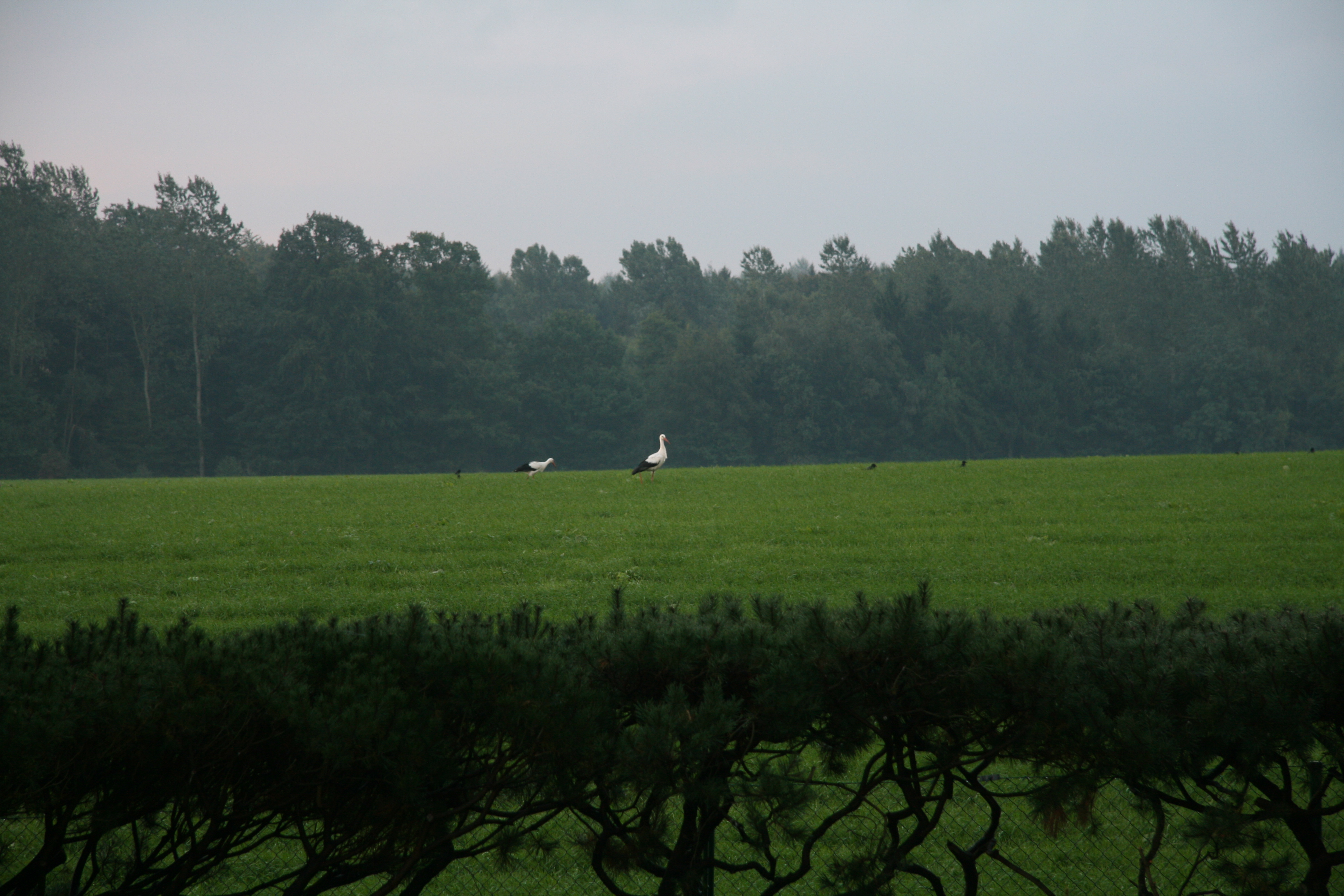
Störche im Landschaftsschutzgebiet (LSG) Aachen-Beverau auf Quellwiese am Eselsweg

Das LSG Aachen-Beverau am Eselsweg erfüllt eine wichtige Funktionen für Naturschutz und Artenschutz. Die Bever-Aue ist Brut-, Jagd- und Rastplatz einer Vielzahl schützenswerter bzw. gefährdeter Tiere. So kann man hier Grünspechte sowie Mehl- und Rauchschwalben beobachten, die auf den großflächigen Feuchtwiesen genug Nahrung finden. Auch Greifvögel wie der Turmfalke, der im Turm der Auferstehungskirche nistet, Bussard und Milan sind hier zu beobachten. Zugvögel wie Kanadagänse, Graureiher, Weißstörche und Kraniche rasten auf dem Wiesengelände für mehrere Tage. Nachts und in der Dämmerung sieht und hört man Käuze, die in den alten Eichen am Rande des Landschaftsschutzgebietes in Baumhöhlen nisten. Sobald es dämmert, erscheinen zahlreiche Fledermäuse. Rehe, Feldhasen, Igel, Maulwürfe, Füchse und Wiesel kommen ebenfalls hier vor. In den Feuchtwiesen gibt es ferner Molche, Ringelnattern, Weinbergschnecken, Bienen und Hummeln, Hornissen, etliche Schmetterlinge, Libellen und eine Vielzahl von Kröten. Im März 2016 wurde in der Bever-Aue sogar ein Dachs beobachtet. Im April 2016 wurden zum ersten Mal wieder Biber am Beverbach gesichtet.

### Naherholungsfunktionen
Spaziergänger mit und ohne Hunde, Jogger, Radfahrer, Kinder mit Drachen nutzen in der Freizeit das LSG Aachen-Beverau am Eselsweg zur Naherholung. Der Eselsweg diente früher als Versorgungspfad der Burg Frankenberg und verlief auch über die heutige Erzberger Allee. Christian Quix berichtete 1832, dass die Besitzer der Burg ihr Brennholz mit Eseln aus dem Kammerforst (heute: Nellessenpark) hätten holen lassen. Der Name Eselsweg beruht sehr wahrscheinlich auf diesen historischen Zusammenhängen. Der zentrumsnahe Spazierweg auf dem Eselsweg mit seinem Fernblick auf freie Wiesenflächen zu beiden Seiten ist ein bedeutsames Landschaftserlebnis.

### Wanderungen entlang des Beverbachs
- Karte der Waldrundwege im Aachener Wald: Waldrundweg „Gelb“
- Am Beverbach entlang bis zum Bismarckturm – Fotos aus Aachen

### Umwelt-Rundbriefe des Ökologie-Zentrums Aachen e.V.
- Aachener Umwelt-Rundbrief Nr. 52, 2003 Die Wurm – historischer Verlauf

- Aachener Umwelt-Rundbrief Nr. 66, Juni 2010 Die Quellen der Aachener Bäche

- Aachener Umwelt-Rundbrief Nr. 68, Juli 2011 Der Beverbach

- Aachener Umwelt-Rundbrief Nr. 75, Dezember 2014 Neuer Flächennutzungsplan - Dürfen Flächen in Aachen weiter „verbraucht“ werden?

- Aachener Umwelt-Rundbrief Nr. 77, Dezember 2015 Flächennutzungsplan - Aktion zum UNESCO-Jahr des Bodens am 5. Juni und Führung durch das LSG am Eselsweg

### Hydrologie
- Gewässerstationierungskarte im ELWAS-WEB, ELektronisches WASserwirtschaftliches Verbundsystem in NRW.
- Gewässerverzeichnis des Landesamtes für Natur, Umwelt und Verbraucherschutz NRW (LANUV), Gewässerkennzahl des Beverbachs: 282816 (lfd. Nr. 7445).
- Stadt Aachen, Links zum Thema "Gewässer".

### Landschaftsschutzgebiet Aachen-Beverau am Eselsweg
- Das Landschaftsgesetz (LG) NRW regelt landesrechtlich Landschaftsschutzgebiete (LSG)
- Aachen 2030 Aktuell – Masterplan, Flächennutzungsplan (FNP)

#### Berichte der Aachener Lokalpresse
- Aachener Nachrichten vom 1. Juli 2014, S. 15: „Bürger kämpfen gegen Bebauung auf der Beverau“
- Aachener Zeitung vom 9. Juli 2014, S. 13: „Beverau: Bürger auf den Barrikaden“
- Aachener Zeitung vom 24. Juli 2014, S. 15: „Schon 1500 Unterschriften gegen Baupläne am Eselsweg“
- Aachener Zeitung vom 5. August 2014, S. 13: „Drei Bürgerinitiativen rund um die Beverau“
- Aachener Nachrichten vom 8. Juni 2015, S. 20: „Der Bodenverbrauch schreitet weiter voran“
- Aachener Zeitung vom 16. Juni 2015, S. 18: „18 Quadratmeter Boden gehen jede halbe Stunde verloren“